# Chiauci
Chiauci is een gemeente in de Italiaanse provincie Isernia (regio Molise) en telt 273 inwoners (31-12-2004). De oppervlakte bedraagt 15,7 km², de bevolkingsdichtheid is 17 inwoners per km².

## Demografie
Chiauci telt ongeveer 124 huishoudens. Het aantal inwoners daalde in de periode 1991-2001 met 17,8% volgens cijfers uit de tienjaarlijkse volkstellingen van ISTAT.
| Jaar | Inwoneraantal |
| ---- | ------------- |
| 1991 | 337           |
| 2001 | 277           |

## Geografie
De gemeente ligt op ongeveer 879 m boven zeeniveau.
Chiauci grenst aan de volgende gemeenten: Civitanova del Sannio, Pescolanciano, Pietrabbondante, Sessano del Molise.